# Cramoisy
Cramoisy é uma comuna francesa na região administrativa de Altos da França, no departamento de Oise. Estende-se por uma área de 6,3 km². Em 2010 a comuna tinha 821 habitantes (densidade: 130,3 hab./km²).